# Hasdingové

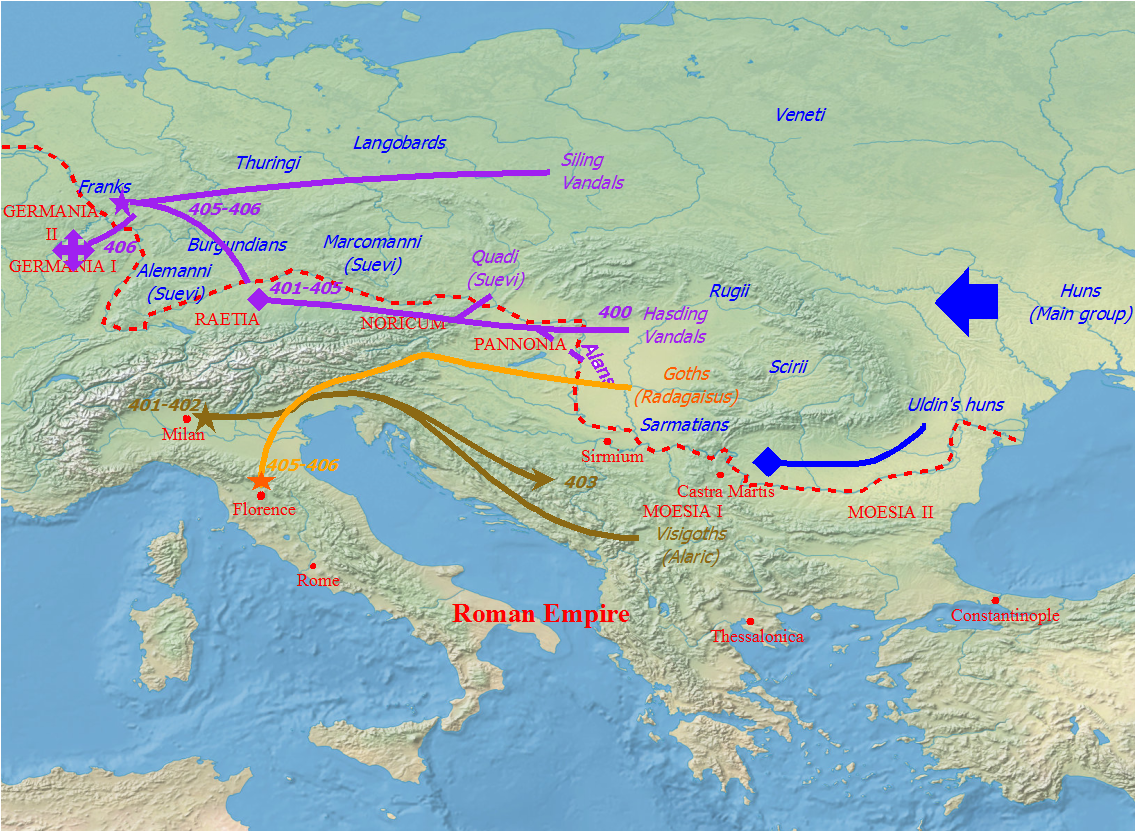
Postup Hasdingů a ostatních národů na západ na počátku 5. stololetí našeho letopočtu.

Hasdingové byl východogermánský kmen Vandalů, původně žijící v oblastech dnešního jižního Polska, západní Ukrajiny, Slovenska a Maďarska. Na počátku 5. století našeho letopočtu se stali součástí migračních pohybů Vandalů směrem na západ až na Pyrenejský poloostrov a později do severní Afriky.
Počátkem 5. století v době stěhování národů se vydali Hasdingové na západ, kam pravděpodobně unikali před kočovným kmenem Hunů, který v roce 395 vyplenil Balkánský poloostrov a expandoval dále do Evropy. Hasdingové 31. prosince 406 překročili zamrzlý Rýn a v bitvě u Mohuče s pomocí Svébů a Alanů porazili franské foederaty. V bitvě padl jejich král Godigisel, přesto pokračovali pod vedením jeho syna a nového krále Gundericha v invazi dále na západ. V roce 409 spolu se Svéby dobyli římské území Gallaecii (dnes území Galicie, Asturie na severozápadě Španělska), kde se usadili.

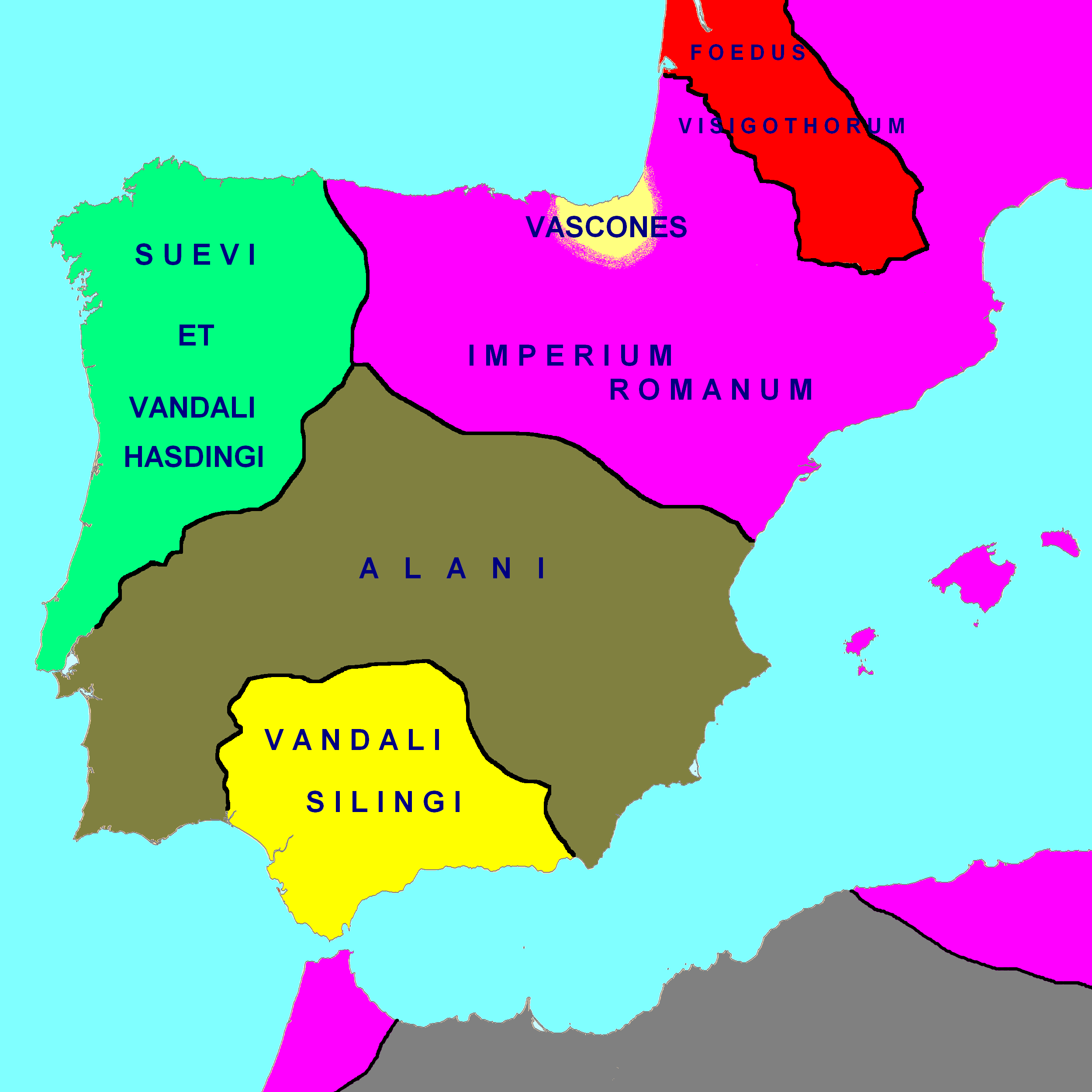
Hispanie v roce 418. Hasdingové žili na severu, později se spojili se Silingy na jihu

Tato situace se Římanům nelíbila a snažili se ji ze všech sil zvrátit a tak v roce 418 požádali o pomoc Vizigóty vedené králem Walliou, který kmeny Svébů a Vandalů porazil. O rok později, v roce 419 se i svébský král Hermerich spojil s Římany a v bitvě u Nervasos Mountains, vandalského krále Gundericha porazil. Král Gunderich s Hasdingy z území Galicie a Asturie uprchl do římské provincie Hispania Baetica (dnes Andalusie), kde se spojil s vandalským kmenem Silingů. Po smrti alanského krále Attacese v roce 418 se Gunderich stal i králem Alanů a kmeny tím spojil. Vládci celého uskupení se stali Hasdingové. Po smrti Gundericha v roce 428 pro časté útoky silnějšího kmene Vizigótů, donutili nového krále Gensericha, aby svůj kmen přestěhoval do severní Afriky.